# Imperobator
Imperobator («потужний воїн») — рід паравійських тероподів, група великих трипалих хижих динозаврів, які жили під час маастрихтського періоду пізньої крейди на території сучасного острова Джеймса Росса в Антарктиді. Імперобатор — один із лише двох нептахових тероподів, відомих з Антарктиди, які перейшли на сушу, коли вона була частиною Гондвани. Єдиний описаний екземпляр був знайдений у 2003 році експедицією, розпочатою Музеєм палеонтології Каліфорнійського університету, і спочатку описаний як дромеозавр у 2007 році. Однак пізніші пошуки повідомили про інші скам'янілості з цього місця, включаючи зуби та кістки черепа. У 2019 році скам'янілості були офіційно описані як новий рід гігантських паравіанів.

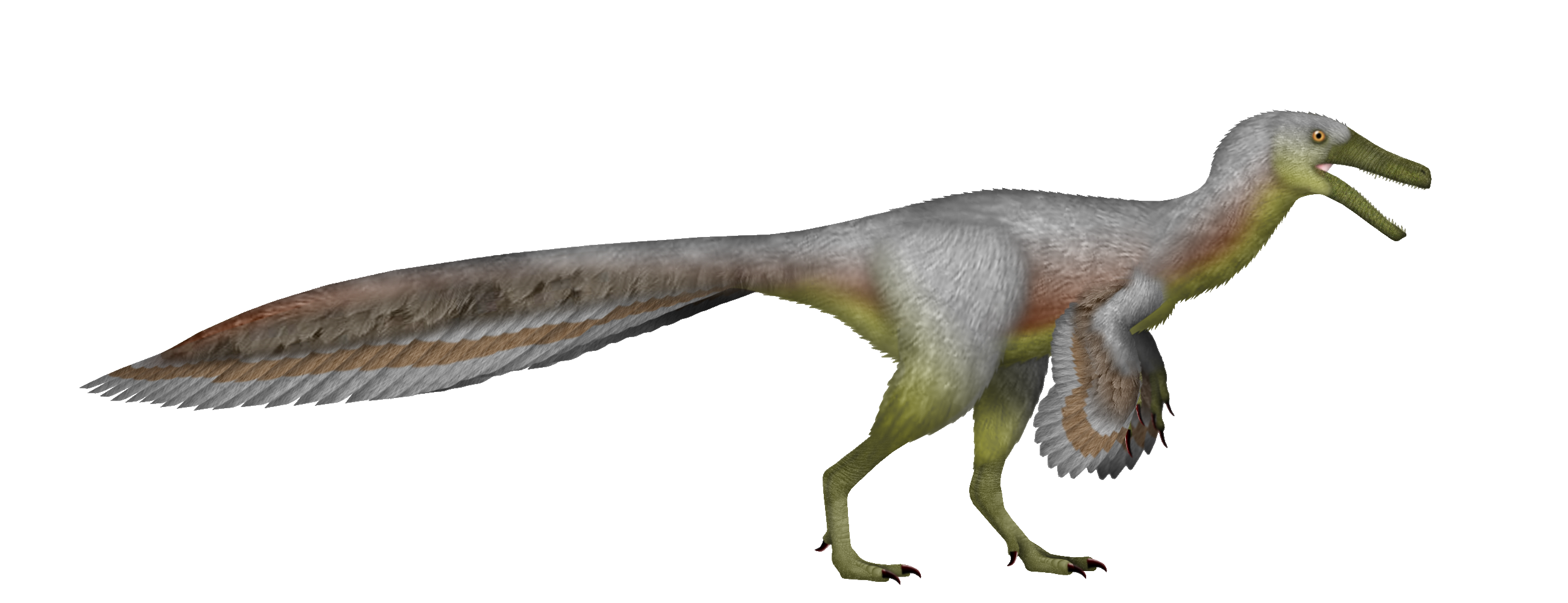
Гіпотетичний зовнішній вигляд

Імперобатор був заввишки приблизно 2 метри. Його скам'янілості не мають характерного «серпоподібного кігтя» на другому пальці, що не дозволяє деяким дослідженням належним чином вважати його дромеозавром. Відсутність повних останків Імперобатора викликала суперечки щодо його класифікації. Елі та Кейс (2019) описали його як базального паравіана, але пізніше дослідження відновили його як базального дромеозавра. Його було виявлено в шарах Cape Lamb Member формації Snow Hill Island, яка містить безліч інших скам'янілостей, багато з яких унікальні, оскільки вони еволюціонували в ізоляції Антарктиди після розпаду Гондвани. Імперобатор співіснував з орнітоподим динозавром Morrosaurus і птахом Antarcticavis на додаток до мозазаврів, плезіозаврів і птерозаврів.